# Stabsführer
Een Stabsführer (vrij vertaald: Stafleider) diende als plaatsvervanger voor de leider van de Hitlerjugend, Nationalsozialistisches Fliegerkorps, Nationalsozialistisches Kraftfahrkorps of Sturmabteilung. Het was bovendien een  paramilitaire rang van de Hitlerjugend, die gehouden werd door het volwassen lid met de hoogste rang na de Rijksjeugdleider.
De SS-Oberabschnitte (SS-Opperdistricten) en SS-Abschnitte (SS-Districten) van de Allgemeine-SS, hadden elk hun eigen Stabsführer die de staf van het district leidde. In de SS-Abschnitte was de Stabsführer in feite de commandant.

## Ambtsdragers

### Hitlerjugend

Epaulet Hitlerjugend Stabsführer

| Nr. | Afbeelding | Stabsführer                          | Aangetreden      | Einde termijn    | Duur termijn      |
| --- | ---------- | ------------------------------------ | ---------------- | ---------------- | ----------------- |
| 1   |            | Hartmann Lauterbacher (1909–1988)    | 22 mei 1934      | augustus 1940    | 6 jaar, 2 maanden |
| 2   |            | Helmut Möckel (1909–1945)            | augustus 1940    | 15 februari 1945 | 4 jaar, 6 maanden |
| 3   |            | Karl Nabersberg (1908–1946)          | november 1931    | juni 1934        | 2 jaar, 7 maanden |
| 4   |            | Kurt Petter (1909–1969) (waarnemend) | 15 februari 1945 | 8 mei 1945       | 2 maanden         |

### Nationalsozialistisches Kraftfahrkorps
| Nr. | Afbeelding | Stabsführer                                    | Aangetreden | Einde termijn | Duur termijn |
| --- | ---------- | ---------------------------------------------- | ----------- | ------------- | ------------ |
| 1   |            | (Obergruppenführer) Gerhard Sporleder (1893–?) | 1936        | 1940          | 3-4 jaar     |
| 2   |            | (Obergruppenführer) Karl Sauke (1897–1958)     | 1940        | 1945          | 4-5 jaar     |

### Nationalsozialistisches Fliegerkorps
| Nr. | Afbeelding | Stabsführer                                  | Aangetreden | Einde termijn | Duur termijn |
| --- | ---------- | -------------------------------------------- | ----------- | ------------- | ------------ |
| 1   |            | (Obergruppenführer) Josef Seydel (1887–1945) | 1935        | 10 april 1945 | 9-10 jaar    |

### Sturmabteilung
| Nr. | Afbeelding | Stabsführer                                 | Aangetreden | Einde termijn | Duur termijn    |
| --- | ---------- | ------------------------------------------- | ----------- | ------------- | --------------- |
| 1   |            | (Obergruppenführer) Otto Herzog (1900–1945) | 1 mei 1936  | 6 mei 1945    | 9 jaar, 5 dagen |